# こころに染みる毛筆で書く相田みつをDS
『こころに染みる毛筆で書く相田みつをDS』（こころにしみるもうひつでかくあいだみつをディーエス）は、アーテインが2006年11月30日にニンテンドーDS用ソフトとして発売したコンピュータゲーム。全年齢対象の1人用。

## 概要
相田みつをの書をタッチペンで書くゲームで、書く事が主。
最初に名前の登録、判子の作成をする。みつをの息子である相田みつを美術館館長、相田一人が監修している。

## ゲームモード
書くモード
- 書写相田みつを - 相田みつをの作品を書く。
- 自由に書く - 書を自由に書く。
- こころの書写 - 展示した作品を書写する。
- 筆試し - 書の練習をする。

閲覧モード
- 相田みつをこころのギャラリー - 相田みつをの作品を閲覧できる。
- 日めくりの書 - 一日ごとに書が変わる。
- こころのギャラリー - オリジナルの書を閲覧できる。

## 書の評価
みつを印と呼ばれるものを最大3個までもらえる。みつを印をもらうと新しい相田みつをの書が追加される場合もある。
その他、プレイ時間の蓄積による書の追加もある。

## その他
このゲームのプレスカンファレンスに奥菜恵が参加した。
このゲームの開発のきっかけは、相田みつをのファンが開発した会社でも多かったためである。